# La Brune que voilà (film)
Pour la pièce de théâtre, voir La Brune que voilà.
Pour plus de détails, voir Fiche technique et Distribution.
La Brune que voilà est un film français réalisé par Robert Lamoureux, d'après sa pièce éponyme, sorti en 1960.

## Synopsis
Germain Vignon, marchand de voitures d'occasion, a une vie sentimentale agitée. Comme il est incapable de rompre, il doit se partager entre quatre maîtresses : Sonia, Anne-Marie, Christine et Sophie. Mais survient un jour un homme qui se présente sans plus de détails comme « le mari de sa maîtresse » et le met en demeure de rompre immédiatement et de lui restituer son épouse, sous peine de mort. Mais de laquelle des quatre est-il le mari ?

## Fiche technique
- Titre : La Brune que voilà
- Réalisation, scénario et dialogues : Robert Lamoureux
- Conseiller Technique : Maurice Régamey
- Photographie : Robert Lefebvre
- Musique : Henri Bourtayre
- Décors : Lucien Aguettand
- Montage : Denise Natot
- Production : Le Film d'Art, Panorama Films
- Distribution : CFDC-Sirius
- Pays d'origine : France
- Format : Noir et blanc - Mono
- Genre : Comédie
- Durée : 82 minutes
- Date de sortie : 1960

## Distribution
- Robert Lamoureux : Germain Vignon, un marchand de voitures d'occasion à la vie sentimentale compliquée
- Françoise Fabian : Christine, la première maîtresse de Germain
- Michèle Mercier : Sophie, la deuxième maîtresse de Germain
- Ginette Pigeon : Anne-Marie, la troisième maîtresse de Germain
- Perrette Pradier : Sonia, la quatrième maîtresse de Germain
- Christian Alers : Louis Sabatier
- Jean-Pierre Marielle : Cauteret, un inconnu qui intime à Germain de divorcer de sa femme
- Pierre Tchernia : Guissauguet, le client
- Micheline Luccioni : Paulette - la secrétaire
- Yves Robert : le mari de Sonia
- Robert Rollis : Un mécano
- Madeleine Barbulée : Madame Sivelle, la gouvernante